# Ульмен
Ульмен (нем. Ulmen) — город в Германии, в земле Рейнланд-Пфальц.
Входит в состав района Кохем-Целль. Подчиняется управлению Ульмен. Население составляет 3253 человека (на 31 декабря 2009 года). Занимает площадь 28,62 км². Официальный код — 07 1 35 083.